# Opodiphthera fervida
Opodiphthera fervida är en fjärilsart som beskrevs av Jordan 1910. Opodiphthera fervida ingår i släktet Opodiphthera och familjen påfågelsspinnare. Inga underarter finns listade i Catalogue of Life.